# مويسيز بيسينتيني
مويسيز بيسينتيني (بالهولندية: Moises Bicentini)‏ هو لاعب كرة قدم هولندي، ولد في 27 ديسمبر 1931 في ويلمستاد في كوراساو، وتوفي في 25 أبريل 2007. لعب مع إن إي سي نيميخن.